# Veum
Veum est une agglomération de la municipalité de Fredrikstad , dans le comté d'Østfold, en Norvège.

## Description
Veum est une localité dense située au nord de la municipalité de Fredrikstad, à l'ouest de la rivière Glomma et de la ville de Rolvsøy. Jusqu'à la fusion communale en 1963, elle faisait partie de la commune de Glemmen. Elle borde, entre autres, le district municipal d 'Onsøy. Elle est située sur l'île fluviale de Rolvsøy.